# لالیتا بابار
لالیتا بابار (انگلیسی: Lalita Babar؛ زادهٔ ۲ ژوئن ۱۹۸۹) دونده دو ۳۰۰۰ متر بامانع زن اهل هند است.